# Чернореченская
Чернореченская — станица в Лабинском районе Краснодарского края. Входит в состав Ахметовского сельского поселения.

## География
Расположена в 47 км к юго-западу от города Лабинск и в 11 км северо-восточнее центра поселения — станицы Ахметовской. С юга и юго-запада станица окружена горами, с юго-востока полями, с севера и северо-востока рекой Лаба.
К западу от станицы расположена поляна адыг. Бла́нэ иплъа́пI — «место обозрения Блана».

## История
Посёлок Чёрный был основан в 1879 на базе хуторов, поселённых в 1864—1867 годах на землях станицы Андрюковской. Посёлок преобразован в станицу Чернореченскую в 1915 году.

## Население
| 2002 | 2010 |
| ---- | ---- |
| 661  | ↘506 |